# Razred podmornic 212
Razred podmornic 212 je nemški vojaški projekt, ki ga je razvil ThyssenKrupp Marine Systems. Prvo podmornico so splavili marca 2002, v operativni uporabi pa je od oktobra 2005.

## Lastnosti
Spada v kategorijo podmornic z od površinskega zraka neodvisnim pogonom, temeljne lastnosti so:
- Vsebuje tri neodvisne pogonske sisteme, dieselski motor za gladinsko plovbo (10 vozlov) in polnjenje baterij, elektromotor napajan iz baterij za hitro podvodno plovbo (20 vozlov) in tihi elektromotor napajan iz vodikovih gorivnih celic za počasno podvodno križarjenje (4 vozle).
- Trup je iz visokoodpornostnega nemagnetnega jekla HY100.
- Ima tudi dve vodljivostni izboljšavi glede na predhodnike, plavuti so premaknjene na stolp in krmna krmila imajo obliko črke X.
- Vgrajen ima vodni torpedni lanser, ki ne povzroča hrupa pri izstrelitvi, ni pojava mehurčkov in nima delovnih omejitev vse do 12 vozlov hitrosti. Torpedni lanser lahko polaga tudi mine, izstreljuje pametne protipodmorniške harpune in omogoča izstop potapljačem iz podmornice.

## Zgodovina

### Izdelane ali naročene podmornice
| Država  | Ime              | Zgrajena          | Prevzeta v uporabo |
| ------- | ---------------- | ----------------- | ------------------ |
| Nemčija | U31              | marec 2002        | 19. oktober 2005   |
| Nemčija | U32              | december 2003     | 19. oktober 2005   |
| Nemčija | U33              | september 2004    | 13. junij 2006     |
| Nemčija | U34              | julij 2006        | 3. maj 2007        |
| Italija | Salvatore Todaro | 6. november 2003  | 29. marec 2006     |
| Italija | Sciré            | 18. december 2004 | maj 2006           |